# Sappho (yacht)
Le yacht Sappho était l'un des deux defender américain, avec Columbia de la deuxième coupe de l'America en 1871, face au challenger anglais Livonia de Lord Ashbury. Il a pris la relève alors que Columbia fut endommagé durant la troisième et gagna la 2° America's Cup.

## Construction
La goélette Sappho a été conçu par Richard Poillon  et construit en 1867 par Cornelius & Richard Poillon Bros.. C'est une extrapolation de la goélette américaine America.

## Carrière
En 1868, Sappho a d'abord traversé l'Atlantique pour participer à la course du tour de l'Île de Wight (Round the Olse of Wight Race). Elle termina dernière derrière les yachts Aline, Cambria, Condor et Oimara. Sa piètre performance a encouragé le propriétaire de Cambria, James Lloyd Ashbury (en), pour être le premier du New York Yacht Club à être challenger de la prochaine Coupe de l'America.
Après cette défaite, Sappho est retourné aux États-Unis où elle a été vendue à un membre du New York Yacht Club William Proctor Douglas. celui-ci a fait appel au capitaine Bob Fish pour en modifier la coque, améliorer son lest et modifier son gréement. En 1869, Sappho est retourné en Angleterre établissant un record pour la traversée de 12 jours 9 heures 36 minutes.
En mai 1870, Sappho a remporté toutes ses courses contre le Cambria de Lord Ashbury. Devant son insuccés, Lord Ashbury a essayé de nouveau en 1871, cette fois avec son yacht Livonia. Le défender choisi était britannique. La goélette Columbia a couru les trois premières courses, gagnant des deux premières et  perdant le troisième sur avarie. Sappho a couru deux courses gagnantes et a été retenue pour la Coupe de l'America de 1871.
Sappho a été vendue en 1876 au prince Sciarra de Colonia qui a couru en Méditerranée. À la mort du prince, Sappho a été acquis par George Marvin qui a navigué  avec jusqu'à ce qu'elle soit abandonnée à Cowes en 1887.